# Langkasuka
Langkasuka var et gammelt malaysisk (hinduistisk, buddhistisk) kongerige, der ligger på Malayahalvøen. Navnet er sanskrit-oprindelse; det menes at være en kombination af langkha i betydningen "glødende land" og -sukkha i betydningen "lyksalighed". Kongeriget, sammen med Ældre Kedah, er sandsynligvis blandt de tidligste kongeriger grundlagt på den malaysiske halvø. Den nøjagtige placering af kongeriget er omstridt, men arkæologiske opdagelser i Yarang nær Pattani i Thailand peger på et sandsynligt sted. Riget antages at være blevet grundlagt i 2. århundrede e.Kr.
Ifølge legenden givet i Kedah-annalerne blev kongeriget grundlagt og navngivet af Merong Mahawangsa. Et andet forslag tyder på, at navnet kan have været afledt af langkha og Ashoka, den legendariske mauriske hinduiske kriger, som efterhånden blev pacifist efter at have overtrukket idealerne i buddhismen, og at de tidlige indiske kolonisatorer af den malaysiske muslimske navn kaldte kongeriget Langkasuka til hans ære. Kinesiske historiske kilder gav nogle oplysninger om kongeriget og omtaler en konge, Bhagadatta, der sendte udsendinge til den kinesiske hof.

## Historiske optegnelser
Den tidligste og mest detaljerede beskrivelse af kongeriget kommer fra det kinesiske Liangdynastis (502-557) annaler Liangshu, som refererer til kongeriget "Lang-ya-xiu" (kinesisk: 狼牙 脩, Lang-gga-siu i Hokkien ) grundlagt i 2. århundrede e.Kr. Ifølge Liangshu var "Lang-ya-xiu" eller Langkasukas udstrækning tredive dagsrejser fra øst til vest og tyve fra nord til syd, beliggende i en afstand af 24.000 li fra Guangzhou. Det nævner, at Aloestræ (Aquilaria) og kamfer var rigelige i riget, og dets hovedstad blev beskrevet som omgivet af mure for at danne en by med dobbelte porte, tårne og pavilloner. Både mænd og kvinder i Langkasuka siges at bære saronger med deres torsoer (kroppe) bare og deres hår løst, omend kongen og højtstående embedsmænd dækkede skuldrene med klæde og havde guldøreringe og bælter af guldkabel. Kvinder med høj status indpakket sig i klæde og havde juvelbesmykkede korsetter. Det gives yderligere oplysninger om nogle af landets konger og vedrører også en historie om kongerækken:
"Når kongen går ud, rider han på en elefant. Han er ledsaget af bannere, flue-vifter, flag og trommer, og han holder sig i skygge med en hvid parasol. Vagtsoldaterne er udvalgte. Indbyggerne i landet siger, at deres stat blev grundlagt mere end fire hundrede år siden. Efterfølgende blev efterkommerne svagere, men i kongens hus var der en dygtig mand, som befolkningen vendte sig til. Da kongen hørte om det, fængslede han denne mand, men hans kæder bristede uforklarligt. Kongen tog ham for et overnaturligt væsen, og han vovede ikke at skade ham og forviste ham fra landet, hvorefter han flygtede til Indien. Kongen af Indien gav ham sin ældste datter i ægteskab. Ikke længe efter, da kong Lang-ya døde, kaldte de ledende ministre ham tilbage fra eksilet og gjorde ham til konge."
- Liangshu, oversættelse af Paul Wheatley.
Denne konge regerede derefter i mere end 20 år. Han blev efterfulgt af sin søn, kong Bhagadatta, der sendte den første ambassadør til Kina i 515.
Transkriptionen af kongerigets navn ændrede sig over tid i de kinesiske optegnelser. I det sene syvende århundrede nævnte den buddhistiske munk Yi Jing et møde mellem tre kinesiske munke, der boede på et sted ved navn Lang-jia-shu (郎 伽 戍).
Et værk fra Song-dynastiet, Zhu fan zhi (udgivet i 1225), giver en beskrivelse af Ling-ya-si-jias land (凌 牙 斯加). Det nævner, at dets folk skar deres hår af og indpakker sig i et stykke klæde, der indeholder elefantstødtand, næsehornshorn, forskellige slags træ og kamfer, og at deres købmænd handlende med vin, ris, silke og porcelæn. Det siger også, at landet hylder et land, der hedder Sanfoqi, som ofte fortolkes som Srivijaya.
Langkasuka blev kendt som "Long-ya-xi-jiao" i Daoyi Zhilüe fra Yuan-dynastiet (1279-1368); [10] og "Lang-xi-jia" (狼 西加) under Ming-dynastiet (1368-1644), som markeret på Mao Kun-kortet fra admiral Zheng He. Daoyi Zhilüe nævner, at indfødte i Langkasuka fremstiller salt fra havvand og fermenteret risvin og producerer hjelme af elfenben fra næsehornsfugle, lakatræ, honning og gharutræ. Folket bar bomuldstøj fra Filippinerne og dekoreret klæde fra Indien og lokale producenter.
Landet hedder "Langkasuka" i den malayiske tekst Hikayat Merong Mahawangsa, og blev omtalt som "Lengkasuka" i det japanske digt Nagarakretagama. Tamilske kilder kalder det "Ilangasoka" og omtaler det som en af Rajendra Cholas erobringer under dennes ekspedition mod Srivijaya-imperiet. Det blev beskrevet som et rige, der var "uberørt i voldsomme kampe". Thai-kilder omtaler ikke Langkasuka, men Pattani blev identificeret som en af de tolv Naksat byer under ledelse af Nakhon Si Thammarat i thailandske krøniker.

## Historie
En kort oversigt over Langkasukas historie kan bestemmes ud fra de begrænsede historiske kilder. Riget antages at have været grundlagt nogen tid tidligt i det 2. århundrede e.Kr. Derefter gennemgik det en periode med tilbagegang på grund af udvidelsen af Funan i begyndelsen af 3. århundrede. I det 6. århundrede oplevede det en genopblussen og begyndte at sende udsendinge til Kina. Kong Bhagadatta etablerede de første forbindelser med Kina i 515 e.Kr., med yderligere ambassader sendt i 523, 531 og 568. Ved det 8. århundrede var det sandsynligvis kommet under kontrol af det fremvoksende Srivijaya-imperium I 1025 blev det angrebet af kong Rajendra Cholas hærer i dennes kampagne mod Srivijaya. I det 12. århundrede var Langkasuka en lydstat under Srivijaya, og omkring det 15. århundrede blev den erstattet af Pattani-kongeriget.

## Beliggenhed
Kinesiske og arabiske kilder placerede det gamle kongerige på østkysten af den malaysiske halvø. Xin Tangshu (Den nye Tangbog) anførte, at Langkasuka grænser op til Pan Pan-riget, og et kort i forbindelse med Ming-dynastiets militære traktat med Wubei Zhi lokaliserer det syd for Songkla nær Pattani-floden. En arabisk tekst fra det 15. århundrede placerer ligeledes kongeriget syd for Songkla. Den eneste modstridende information kommer fra en senere malayisk tekst Hikayat Marong Mahawangsa, som placerede staten på vestkysten som forgængeren til det moderne Kedah, selv om dens suverænitet havde nogen tilknytning til Pattani. Kinesiske, arabiske og indiske kilder anser alle, at Kedah og Langkasuka er separate geografiske enheder. Det javanesiske digt Nagarakretagama placerede det nord for Saiburi, hvilket synes at antyde, at det oprindeligt var placeret på vestkysten, men blev overført senere mod øst.
I 1961 konkluderede geologen og historikeren Paul Wheatley, at Langkasuka skulle have ligget tæt på den moderne by Pattani. Den franske arkæolog og historikeren Michel Jacq-Hergoualc'h var enig og foreslog den tidligere flodmunding af Pattani-floden nær Yarang som den sandsynlige placering af Langkasuka. Han foreslog også, at hele området mellem Pattani, Saiburi og Yala kan være en del af Langkasuka. Moderne arkæologiske udforskninger har afdækket ruiner nær Yarang, en landsby femten kilometer syd for Pattani, som kan være af byen beskrevet i Liangshu. Byen var beliggende inden for landet 10 mil fra kysten og forbundet med floderne, der fører til havet via kanaler. Tilsanding af vandvejene kan have bidraget til dens tilbagegang.

## Arkæologi
Adskillige arkæologiske ekspeditioner blev udført i 1960'erne for at finde Langkasuka efter forslag fra Paul Wheatley af dets sandsynlige beliggenhed. I 1963 ledede Stewart Wavell en Cambridge-ekspedition for at finde Langkasuka og Tambralinga, og detaljerne i denne ekspedition er beskrevet i bogen The Naga King's Daughter.
En arkæologisk undersøgelse af Yarang-området begyndte i 1989 af Thailands Fine Arts Department. Størstedelen af ruinerne lå samelede i nærheden af en landsby kaldet Ban Wat, og kan have dannet kernen i byen. Andre lå spredt videre mod nord i Ban Jalæ, og et par mere ved Ban Prawæ. Ved udgravningerne blev fundet forskellige buddhistiske bygninger og genstande, herunder votivtavler og -skulpturer, hvilket indikerer en stærk buddhistisk tilstedeværelse i kongeriget. Genstrande relateret til hinduistisk tilbedelse blev også fundet.
Mange kinesiske og arabiske mønter lavet af bronze er blevet fundet i regionen, en indikation af kongeriget kommercielle aktivitet. Der er også fundet to sølvmønter fra Sassanidedynastiet.